# Orford-Kliff
Das Orford-Kliff (in Argentinien Punta Orford) ist ein Felsenkliff an der Loubet-Küste des Grahamlands auf der Antarktischen Halbinsel. Es ragt am Ostufer des Lallemand-Fjords unmittelbar östlich der Andresen-Insel auf.
Der Falkland Islands Dependencies Survey (FIDS) nahm 1956 Vermessungen vor. Namensgeber Michael James Herbert Orford (1928–2010), Vermessungsassistent des FIDS auf der Detaille-Insel im Jahr 1956, der von dort aus gemeinsam mit weiteren Mitarbeitern des FIDS eine Aufstiegsroute über den Murphy-Gletscher bis zum Avery-Plateau erkundete.